# Chiesa del Santissimo Nome di Gesù ai Bassi
La chiesa del Santissimo Nome di Gesù ai Bassi è un luogo di culto cattolico che si trova in via dell'Argingrosso 99, nella periferia sud-ovest di Firenze (Quartiere 4). La chiesa sorge sull’antico podere dei Bassi, così come lo denominava una notificazione granducale del 21 luglio 1849.

## Storia e descrizione
Nel 1967 i Padri gesuiti fondarono la parrocchia ai Bassi e la condussero sino al 1993. La parrocchia iniziò le sue attività utilizzando una chiesa provvisoria prefabbricata: “La Baracca“. Definito nel 1977 il progetto per la costruzione della nuova Chiesa, essa fu realizzata dall'ingegner Giancarlo Spadoni, con la collaborazione del geometra Angelo Bertolini. La chiesa fu consacrata nel giugno del 1982.
L’esterno s’inserisce bene con il quartiere circostante, infatti è stato privilegiato l’uso del cemento armato con profilature in pietra, mentre il cotto dell’Impruneta decora il tetto. Gli esterni della chiesa sono stati abbelliti negli anni. È stato realizzato un contro-ingresso che filtra l’accesso alla chiesa proteggendo dal caldo e dal freddo. Il piazzale antistante è stato abbellito con motivi in cotto che riprendono i materiali della costruzione. Alla destra dell’ingresso nel “Giardinetto della Madonna” una statua raffigurante Maria è diventata un angolo di meditazione e di preghiera.  Lungo il lato della Sagrestia, adornano la parete esterna un Cristo con corona di spine, una Madonna con bambino in terracotta, varie conchiglie del Cammino di Santiago, una piccola statua di San Giacomo e una tavola in legno raffigurante il Cristo, opera di Giovanna Ducci. Una piccola fontana in pietra con orcio in terracotta ricorda il potere salvifico e purificante dell’acqua.
L’interno a navata unica è privo di colonne ed offre ai fedeli la possibilità di seguire da ogni punto le celebrazioni liturgiche.  Allo scopo di dare più calore all’ambiente è stato inserito un rivestimento in legno con pannelli in noce, tre portali di accesso dello stesso materiale e perlinature sulle due ali del soffitto. Lungo i pannelli in noce sfilano le stazioni della via crucis donate dalla parrocchiana Zelia Pennacchioli ed eseguite dall’artista carrarese Alessandro Maggiani.
Al centro dell’aula una colomba in gesso, simbolo dello Spirito Santo, sembra guidare i fedeli riuniti verso la parte alta del Campanile, riproducendo in piccolo la forma della chiesa: un uccello che si libra in volo.
L’Altare, composto da lastroni di pietra serena con mensa dello stesso materiale, disegnato dall’architetto Alessio Giunti, è stato dedicato alla chiesa del SS. Nome di Gesù ai Bassi dal cardinale Ennio Antonelli in data 8 giugno 2001.
Le bellissime vetrate decorate sono state disegnate da Vincenza Poneti e realizzate da Mellini nel 1998. Esse circondano tutto il perimetro alto della chiesa, donando alla luce che filtra un piacevole effetto policromo che varia durante le ore del giorno.  Vi sono raffigurati in forma stilizzata i quattro elementi e i simboli dei quattro evangelisti. I molti occhi fanno riferimento ai viventi dell’Apocalisse davanti al Trono di Dio, mentre lo squillo di tromba e il fuoco purificatore sopra l’ingresso ci richiamano al Giudizio universale.
Sulla destra del presbiterio si trova la cappella del Santissimo, con una vetrata decorata con una bianca colomba che ricorda la presenza della Trinita ed è opera di Vitruarte (2002). La cappella è divisa dal resto della chiesa da un pannello in ferro forgiato con i simboli eucaristici, opera dell’artigiano-artista fiorentino Giancarlo Giachetti detto “Puccio”, nel 1981. Alla realizzazione degli animali presenti nell’opera e delle foglie in rame, partecipò anche il giovane allievo di Giachetti, il maestro Alberto Coppini. Sulla destra un pellicano simboleggia il Cristo, mentre i tre gabbiani che si librano in volo, oggi isolati sulla colonna a destra della cappella, facevano inizialmente parte integrante del pannello in ferro battuto.
La grande pala d’altare spostata sulla parete sinistra risale al 1982 ed è opera del pittore Nino Tirinnanzi (Greve in Chianti, 1923-2002). L’opera prende ispirazione dal Vangelo di Giovanni 1, 35-37.  Giovanni il Battista, riconoscibile solo dalle miseri pelli che indossa,  indica il Maestro ad altri due discepoli aprendo le braccia in un chiaro segno di croce. Al centro un pane, un grappolo d'uva, una cipolla e dei peperoncini appoggiati sul terreno e in primo piano un teschio, un serpente ed una bianca colomba richiamano l'eucaristia, il senso della caducità della vita, il peccato, la purezza. Il paesaggio desertico rivela la conoscenza dei luoghi che circondano il mar Morto, dove Tirinnanzi ha lungamente soggiornato. Una massiccia montagna si erge dietro al Cristo ed oscura la visuale. Un chiarore inonda il cielo mentre Gesù, decentrato,  con la sua imponente presenza, irradia di luce il terreno circostante.  L’artista fu un allievo di Ottone Rosai e dimostra tutta la sua originalità e capacità nell’esaltare forme e colori.
Un grande Crocifisso ligneo (1996) opera di Luca Lucherelli, occupa la posizione centrale sopra l’altare. Interpretazione moderna ed estremamente possente dell’antico Christus Triumphans (Cristo che trionfa sulla morte) che ci guarda con gli occhi spalancati che superano la condizione di dolore e di morte con la Resurrezione.
Sulla destra, sopra la cappella del Santissimo, trova posto la tela raffigurante una Madonna con Bambino (1992) realizzata da Silvestro Pistolesi (Firenze 1943).